# Sós Adrienn
Soós Adrienne (Dorog, 1966–) Svájcban élő magyar zongoraművész.

## Tanulmányai, munkássága
A dorogi Zrínyi Ilona Általános Iskola elvégzése után Budapestre költözött családjával. A Bartók Béla Zeneművészeti Szakközépiskola elvégzése után felvették a Liszt Ferenc Zeneművészeti Főiskola zongora szakára. Zongoraművész diplomáját 1989-ben kapta meg. Ezután külföldön tanult tovább (amerikai Illinoisi Egyetemen, németországi Freiburg). Svájcban telepedett le, ahol zongorista férjével, Ivo Haaggal zongoraduót alapított. Sok európai ország fesztiváljain felléptek. Többször szerepeltek a luzerni fesztivál világhírű koncerttermében. Rendszeresen lépnek fel jelentős svájci szimfonikus zenekarokkal.
Sok CD-jük jelent meg fontos svájci, német és magyar kiadóknál. Férjével és két lányával Luzern mellett, Ebikonban él.